# Premislia Christiana
Premislia Christiana – czasopismo naukowe wydawane od 1987 roku w Przemyślu. Wydawcą jest Instytut Teologiczny w Przemyślu. Inicjatorem i pierwszym redaktorem pisma był ks. Tadeusz Śliwa. 
W roczniku istnieją następujące działy:
- konferencje naukowe i sympozja
- artykuły, rozprawy, źródła
  - teologia historyczna – źródła
  - teologia historyczna – artykuły i rozprawy
  - teologia systematyczna
  - teologia pastoralna, filozofia, psychologia
- sprawozdania
- recenzje.